# Weiti (fleuve)
Le fleuve Weiti  (en anglais : Weiti River) est un cours d'eau en forme d’estuaire dans le nord de la région d’Auckland dans l’Île du Nord de la Nouvelle-Zélande. Jusque dans les années 1950, cette rivière et cet estuaire étaient connus sous le nom local de rivière « Wade ».

## Géographie
Il prend sa source sous la forme du torrent « Weiti Stream » dans les basses collines approximativement à 7 km à l’ouest de la ville de Silverdale et se jette dans le Golfe de Hauraki, immédiatement au sud de la péninsule de Whangaparaoa. La partie supérieure du fleuve est lourdement encombrée de mangrove mais de petites embarcations peuvent y naviguer avec prudence jusqu’à Silverdale à marée haute. Stillwater est le seul autre village le long des berges de la rivière. Le collège de Wentworth (en), basé à proximité de la ville de Gulf Harbour, utilise la rivière Weiti pour ses entraînements d’aviron